# Морудов, Александр
Александр Морудов — белорусский самбист, бронзовый призёр чемпионатов Европы 2005, 2007 и 2009 годов, серебряный призёр чемпионата мира по самбо 2007 года, призёр этапов Кубка мира по самбо, бронзовый призёр соревнований по самбо Всемирных игр ТАФИСА 2008 года, мастер спорта Республики Беларусь международного класса. Выступал в полулёгкой (до 57 кг) и лёгкой (до 62 кг) весовых категориях.